# Frayssinhes
Frayssinhes es una comuna francesa situada en el departamento de Lot, en la región Occitania. 

## Demografía
| 246 | 215 | 184 | 183 | 177 | 190 | 165 |
| Para los censos de 1962 a 1999 la población legal corresponde a la población sin duplicidades (Fuente: INSEE [Consultar]) |     |     |     |     |     |     |